# Шапсухо
Шапсу́хо — река, расположенная в северо-западной части Туапсинского района, в 5 км восточнее посёлка Джубга. Протяжённость реки — 41 км. Площадь водосбора — 384 км². Средний расход воды — 9,2 м³/с.

## География
Река Шапсухо берёт начало на западном склоне Главного Кавказского хребта, в 9 км юго-восточнее села Молдавановка. Впадает в Тенгинскую бухту Чёрного моря в районе посёлка Лермонтово.
Река Шапсухо имеет более 40 притоков. Наиболее крупные из них: Щель Кузнецова, берущая начало у западного склона горы Горячая; левые притоки: река Бурхан, берущая начало на западном склоне горы Свистун (высота 568 метров), а также реки Гремучая, Дефаны, Щель Туманова и другие.
В нижнем течении река Шапсухо — равнинная река с резкими колебаниями уровенного режима, зависящего от количества выпавших осадков.
Устье реки в период штормов перегораживается барьером из гравия и галечника высотой до одного метра. Среднегодовой расход воды составляет 12 м³/с, в период паводков — до 700 м³/с.
Долина реки в нижнем течении ровная, с постепенным подъёмом в сторону гор. Ширина долины в нижнем течении — до 300 метров. Твёрдыми стоками реки Шапсухо образованы пляжи на берегу Чёрного моря.
Берега реки покрыты густыми зарослями кустарника.
На берегу реки расположены следующие населённые пункты: Молдавановка, Дефановка, Тенгинка, в устье — посёлок Лермонтово. В дельте реки есть лодочная станция.

## История
Долина реки была первоначальным местом жительства черкесского племени шапсугов, получивших от неё своё название; сначала они жили в долине этой реки, потом перешли через Главный Кавказский хребет на другую сторону и поселились здесь между реками Супсой и Адагумом. В долине Шапсухо, в 1830-х годах, неоднократно бывали народные собрания прибрежных черкесов, особенно шапсугов, в видах объединения для борьбы с Российской империей; на этих собраниях бывали иногда английские агенты, подстрекавшие горцев к борьбе обещанием помощи Англии и Турции, раздачей денег, оружия и т. п. Вследствие этого и ввиду удобства для турок приставать в устье реки к берегу для торговли с черкесами, 10 июля 1838 года здесь высадился генерал Головин и, окружив лагерное место засекой, велел очистить от леса площадь на пушечный выстрел шириной. К 20 августа укрепление, названное Тенгинским, было окончено и освящено: оно состояло из земляного бруствера с бойницами и амбразурами. После Новотроицкого, это было самое здоровое из прибрежных укреплений, возведенных войсками Российской империи (см. также Черноморская береговая линия).

## Археология
На левом берегу реки Шапсухо на юго-восточной окраине посёлка Тенгинка находится Тенгинское среднепалеолитическое местонахождение. Его каменная индустрия сходна леваллуазской индустрией местонахождения Сорокин в бассейне реки Псекупс.

## Топографические карты
- Лист карты L-37-126 Архипо-осиповка. Масштаб: 1 : 100 000. Состояние местности на 1979 год. Издание 1984 г.
- Лист карты L-37-138 Новомихайловский. Масштаб: 1 : 100 000. Состояние местности на 1979 год. Издание 1984 г.